# Hexenwind
Hexenwind ist das vierte Album der österreichischen Dark-Metal-Band Dornenreich, das viereinhalb Jahre nach dem Vorgänger-Album Her von welken Nächten, am 18. November 2005, veröffentlicht wurde. Erstmals erschien ein Album der Band sowohl in einer normalen Ausgabe als auch als limitierte Digipak-Version.

## Aufmachung
Das Cover unterscheidet sich von den bisherigen und zeigt statt der bisherigen eher kargen Frontbilder nun den Teil eines Waldes mit Nebelschwaden davor sowie den Bandnamen und den Albumtitel. Die CD selbst ist nur mit dem Albumtitel und der Produktionsnummer versehen.

## Vorgeschichte
Im Oktober 2001 ging die Meldung herum, dass unter dem Namen Hexenwind ein neuartiges Nebenprojekt von Dornenreich erscheinen werde, im Februar 2005 stand dann fest, dass es kein Nebenprojekt, sondern das nächste Album der Band werden würde.
Die Titel stammen alle von den Sharrektim-Sessions 2001/2002, wo auch schon die Lieder für das Nachfolger-Album Durch den Traum entstanden.

## Titelliste
1. Von der Quelle – 2:11
2. Der Hexe flammend’ Blick – 11:38
3. Der Hexe nächtlich’ Ritt – 11:45
4. Aus längst verhalltem Lied – 4:10
5. Zu Träumen wecke sich, wer kann – 13:13

## Stil
Mit nur fünf Liedern, die aber insgesamt wieder auf eine Spielzeit von über 40 Minuten kommen, stellt Hexenwind das Album mit den wenigsten Liedern dar.
Musikalisch unterscheidet sich das Werk deutlich von seinen Vorgängern, da die gesamte Musikkonzeption äußerst ruhig gehalten ist und die Black-Metal-Einflüsse nun deutlich reduziert sind, was sich auch daran zeigt, dass die Gitarren nun zum Großteil unverzerrt sind. Hinzu kommt, dass Jochen Stock nun fast vollkommen auf die aggressive Stimme verzichtet (mit Ausnahme von ein paar leisen Schreien im Hintergrund beim zweiten Titel) und den Flüstergesang verwendet. Thomas Stock singt, wie auf den vorherigen Veröffentlichungen, klar.

## Kritik
Bereits vor der Veröffentlichung stand fest, dass das Album unter der Last des vielseits gelobten Vorgänger Her von welken Nächten stehen werde und kam bei den Fans daher aufgrund der starken musikalischen Veränderungen von früheren Veröffentlichungen sehr unterschiedlich an. Viele Fans, die mit einer Fortführung der Entwicklung auf dem Vorgänger-Album gerechnet hatten, sahen das Album als eine herbe Enttäuschung an. Jochen Stock äußerte sich daher in einem Interview zu den kritischen Stimmen, die Hexenwind als untypisch für Dornenreich hielten, folgendermaßen:

„Persönlich bin ich der Meinung, dass Menschen, die Dornenreichs Wesen für sich verinnerlichen konnten, ‚Hexenwind‘ als totales Dornenreich-Album erkennen und nie und nimmer ein ‚Her Von Welken Nächten 2‘ erwartet oder gar gewollt haben. Dornenreich-Alben wirken für mich in ihrer Eindringlichkeit wie ein völlig autonomes Wesen, sie haben Seele und sind einzig dem Fluss allen Seins verpflichtet, was eine Wiederholung ausschließt.“